# Гралляриевые
Гралляриевые (лат. Grallariidae) — семейство небольших воробьиных птиц субтропиков и тропиков Центральной и Южной Америки. Длина тела у его представителей составляет от 10 до 20 см в длину. В семействе находится 53 вида в четырёх родах.

## Описание и поведение
Лесные птицы, питающиеся, как правило, насекомыми на земле или вблизи неё, поскольку многие из них поедают муравьёв. Большинство из них имеют серое оперение с преобладанием (ржаво) бурого, чёрного и белого оттенков. По сравнению с другими птицами, которые преследуют муравьёв, у данного семейства образ жизни сильно связан с землёй. Длинные, крепкие ноги (которые придают птицам отличительную вертикальную осанку) и рудиментарное хвостовое оперение способствуют этому образу. Птицы откладывают в гнездо, находящееся на дереве, два-три яйца, которые высиживают и самец, и самка.
В семействе наблюдается половой мономорфизм. Они бесхвостые, как и питтовые, передвигаются прыжками, как некоторые дроздовые, и их гораздо легче услышать, чем увидеть, хотя вокализации может быть довольно необычной для воробьиных птиц.

## Систематика
Ранее представители семейства входили в состав муравьеловковых. В результате молекулярных исследований Райса 2005 года были определены их родственники — семейства полосатые муравьеловки и гусеницеедовые, поэтому 4 рода были выделены в отдельное семейство гралляриевых. Вскоре после исследований и североамериканский, и южноамериканский комитеты Американского орнитологического союза признали семейство.

### Классификация
Международный союз орнитологов относит к семейству 5 родов и 70 видов:
- Cryptopezus (1 вид)
- Grallaria Vieillot, 1816 — Питтовидные муравьеловки, или граллярии (47 видов)
- Grallaricula Sclater, 1858 — Малые муравейницы (10 видов)
- Hylopezus Ridgway, 1909 — Бесхвостые муравейницы (6 видов)
- Myrmothera Vieillot, 1816 — Мирмотеры (6 видов)